# Suffer
Suffer é o terceiro álbum de estúdio da banda Bad Religion, lançado a 8 de Setembro de 1988.
Em 2006, o disco foi classificado como o melhor álbum punk de 1988 pela Sputnikmusic.

## Faixas
Todas as faixas por Greg Graffin, exceto onde anotado.

### Lado 1
1. "You Are (The Government)" - 1:21
2. "1000 More Fools" (Gurewitz) - 1:34
3. "How Much Is Enough?" (Gurewitz) - 1:22
4. "When?" - 1:38
5. "Give You Nothing" (Graffin, Gurewitz) - 2:00
6. "Land of Competition" - 2:04
7. "Forbidden Beat" (Graffin, Gurewitz) - 1:56
8. "Best for You" - 1:53

### Lado 2
1. "Suffer" (Graffin, Gurewitz) - 1:47
2. "Delirium of Disorder" (Gurewitz) - 1:38
3. "Part II (The Numbers Game)" (Gurewitz) - 1:39
4. "What Can You Do?" - 2:44
5. "Do What You Want" (Gurewitz) - 1:05
6. "Part IV (The Index Fossil)" - 2:02
7. "Pessimistic Lines" - 1:07

## Créditos
- Greg Graffin – Vocal
- Brett Gurewitz – Guitarra
- Greg Hetson – Guitarra
- Jay Bentley – Baixo
- Pete Finestone – Bateria